# Total Fucking Darkness
Total Fucking Darkness, bien que considérée comme une démo, est la cassette promotionnelle de l'album Goetia de Cradle of Filth.[réf. nécessaire]

## Titres
| No | Titre                  | Durée |
| -- | ---------------------- | ----- |
| 1. | The Black Goddess Rise |       |
| 2. | Unbridled At Dusk      |       |
| 3. | The Raping Of Faith    |       |
| 4. | As Deep As Any Burial  |       |
| 5. | Fraternally Yours, 666 |       |

## Crédits
- Dani Filth - Vocaux
- Paul Allender - Guitare
- Paul Ryan - Guitare
- Benjamin Ryan - Claviers
- Robin Eaglestone - Basse
- Darren White - Batterie